# شريان كعبي أمامي وحشي
شريان كعبي أمامي وحشي (بالإنجليزية: Anterior lateral malleolar artery)‏‏ هو شريان يتفرعُ من شريان قصبة الساق الأمامي.